# Основе математике
Основе математике је наука проучавања филозофске и логичке  и/или алгоритамске основе математике, или, у ширем смислу, математичко истраживање онога што лежи у основи филозофских теорија о природи математике.  У овом последњем смислу, разлика између основа математике и филозофије математике испада прилично нејасна. Основе математике могу се замислити као проучавање основних математичких појмова (скупова, функција, геометријска фигура, бројева итд.) и како они формирају хијерархије сложенијих структура и концепта, посебно фундаментално важних структура које чине језик математике. (формуле, теорије и њихови модели који дају значење формулама, дефиницијама, доказима, алгоритмима, итд.) који се такође називају и метаматематичким концептима, са погледом на филозофске аспекте и јединство математике. Трагање за основама математике је централно питање филозофије математике; апстрактна природа математичких објеката представља посебне филозофске изазове.
Основа математике у целини нема за циљ да садржи основе сваке математичке теме. Уопштено говорећи, основе области проучавања односи се на мање-више систематску анализу његових најосновнијих или фундаменталних концепта, његовог концептуалног јединства и његовог природног уређења или хијерархије концепата, што може помоћи да се повеже са остатком људиског знања. Развој, настајање и разјашњење темеља може доћи касније у историји неке области.
Математика је увек играла посебну улогу у научној мисли, служећи од давнина као модел истине и строгости за рационално истраживање, и дајући алате или чак основу за друге науке (посебно физику). Многи развоји математике ка вишим апстракцијама у 19. веку донели су нове изазове и парадоксе, подстичући на дубље и систематичније испитивање природе и критеријума математичке истине, као и на уједињење различитих грана математике у кохерентну целину.
Систематска потрага за основама математике започела је крајем 19. века и формирала је нову математичку дисциплину под називом математичка логика, која је касније имала јаке везе са теоријском информатиком . Прошла је кроз низ криза са парадоксалним резултатима, све док се открића нису стабилизовала током 20. века као велико и кохерентно тело математичког знања са неколико аспеката или компоненти ( теорија скупова, теорија модела, теорија доказа, итд.), чија су детаљна својства и могуће варијанте и даље активно поље истраживања. Његов висок ниво техничке софистицираности инспирисао је многе филозофе да претпоставе да може послужити као модел или образац за темеље других наука.